# Altavilla Milicia
Altavilla Milicia es una localidad italiana de la provincia de  Palermo, región de Sicilia, con 6.432 habitantes.

Ubicación de la ciudad de Altavilla Milicia dentro de la provincia de Palermo.

## Evolución demográfica
| Gráfica de evolución demográfica de Altavilla Milicia entre 1861 y 2001 |
|                                                                         |
| Fuente ISTAT - Elaboración gráfica por parte de Wikipedia               |